# Картинная галерея Сан-Суси

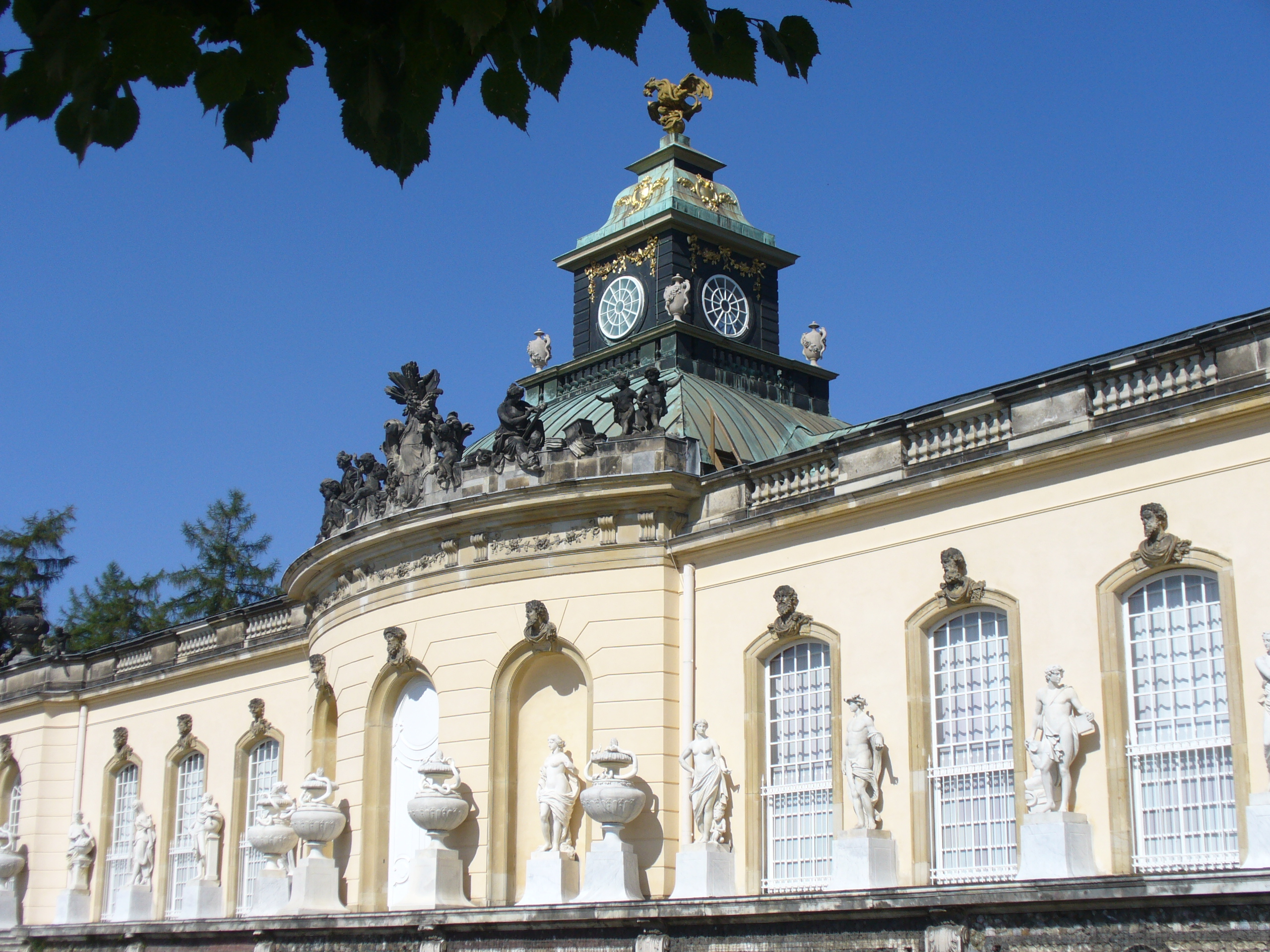
Картинная галерея Сан-Суси

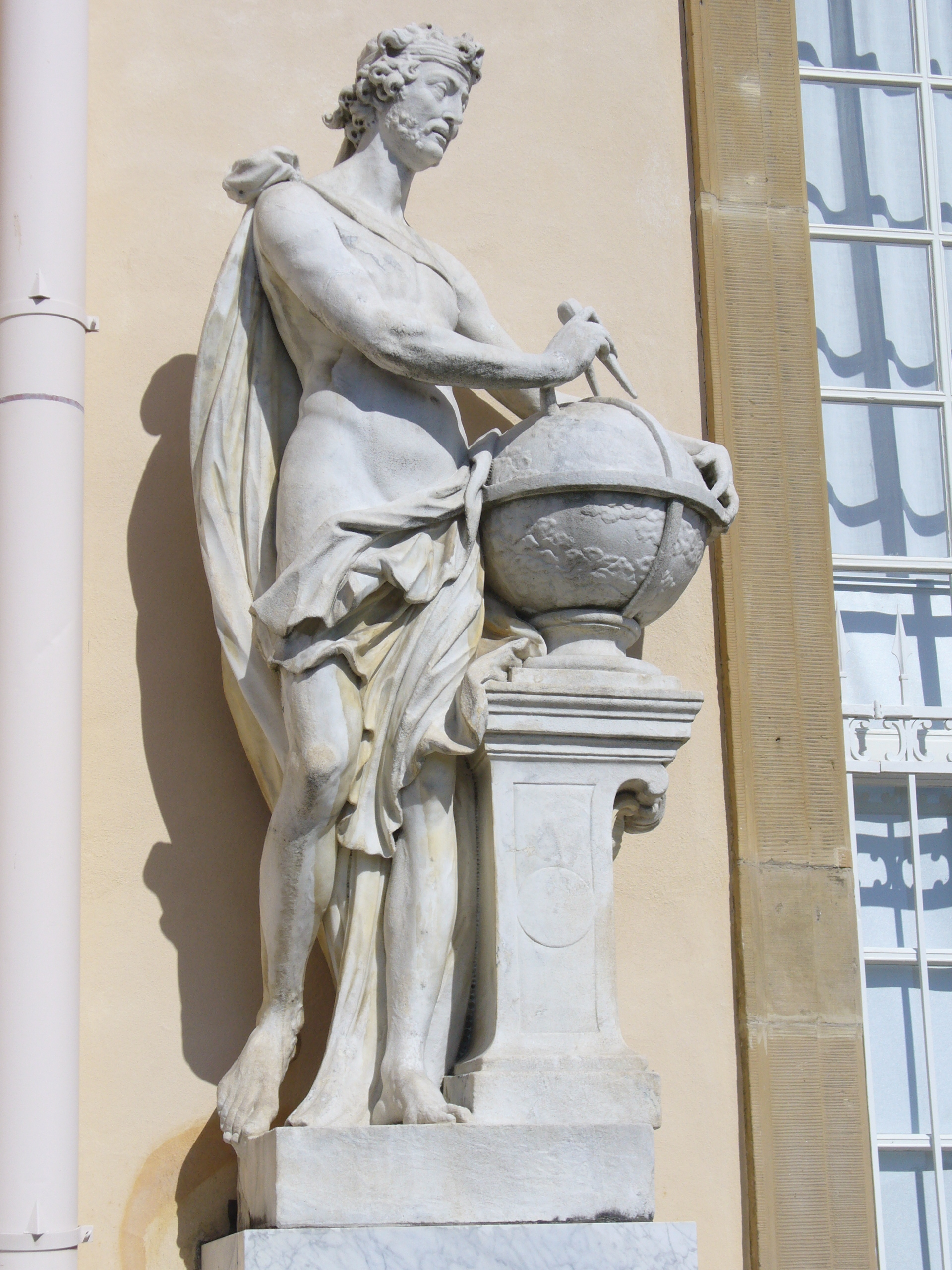
Аллегория географии, украшающая фасад картинной галереи

Картинная галерея Сан-Суси (нем. Bildergalerie Sanssouci) — художественный музей в парке Сан-Суси Потсдама. Галерея была построена в 1755—1764 годах при короле Фридрихе Великом. Ещё в 1761 году, до оформления интерьеров галереи Жан-Батист Аржан в письме Фридриху Великому в его военный лагерь восхищался зданием, называя его красивейшим на земле после собора Святого Петра в Риме. Архитектором здания галереи выступил Иоганн Готфрид Бюринг. Галерея располагается восточнее дворца Сан-Суси и считается самым древним из сохранившихся княжеских музейных сооружений в Германии. С западной стороны дворца ансамбль дополняют Новые палаты.
Фридрих Великий был страстным коллекционером живописи. В отличие от распространённого мнения, что король предпочитал французское искусство, на самом деле король предпочитал итальянскую и голландскую живопись. Именно итальянская живопись наиболее широко представлена в картинной галерее. Картины французского художника Антуана Ватто украшают залы дворца Сан-Суси лишь потому, что они были в составе наследия кардинала Полиньяка, которое полностью купил Фридрих Великий.
На месте галереи раньше стояла теплица, где для Фридриха Великого выращивались тропические фрукты. Бюринг построил вытянутое одноэтажное здание. Над центральной частью здания располагается купол. С садового фасада в простенках между доходящими до пола окнами установлено 18 мраморных скульптур, выполненных по большей части скульптором Иоганном Готлибом Хеймюллером и Иоганном Петером Бенкертом. Скульптуры представляют собой аллегорические образы искусств и наук.
Роскошные интерьеры галереи подкупают богатым позолоченным орнаментом потолка. В тон выполнен пол галереи ромбами из белого и жёлтого итальянского мрамора. На зелёных стенах в стиле барокко, плотно друг к другу в позолоченных рамах размещены ценнейшие полотна. Среди многих других заслуживают отдельного упоминания «Фома Неверующий» Караваджо, «Троица» Антониса Ван Дейка и «Четыре евангелиста» и «Святой Иероним» из мастерской Питера Пауля Рубенса. Произведения малого формата представлены в отдельном кабинете.
Когда в 1829 году в Берлине открылся Старый музей, около 50 картин были переданы из Сан-Суси туда, в частности, «Леда» Корреджо, три работы Рембрандта, несколько картин Питера Пауля Рубенса, Антониса Ван Дейка, Ватто и все мраморные скульптуры.
В 1929—1930 годах галерея Сан-Суси была переоборудована, и в неё вернулось из Берлина 120 из 159 по каталогу картин, приобретённых Фридрихом.
Во время Второй мировой войны в 1942 году все картины были перевезены в Рейнсбергский дворец, и оттуда в 1946 году в Потсдам вернулось только десять полотен. Многие картины были утрачены. Лишь в 1958 году большая часть произведений живописи вернулась в ГДР из СССР. Ряд картин до сегодняшнего дня находится в российских коллекциях и вопрос о возвращении похищенных произведений искусства до сих пор актуален. На месте нескольких похищенных полотен в картинной галерее висят пустые рамы без картин, символизируя утрату в годы Второй мировой войны.

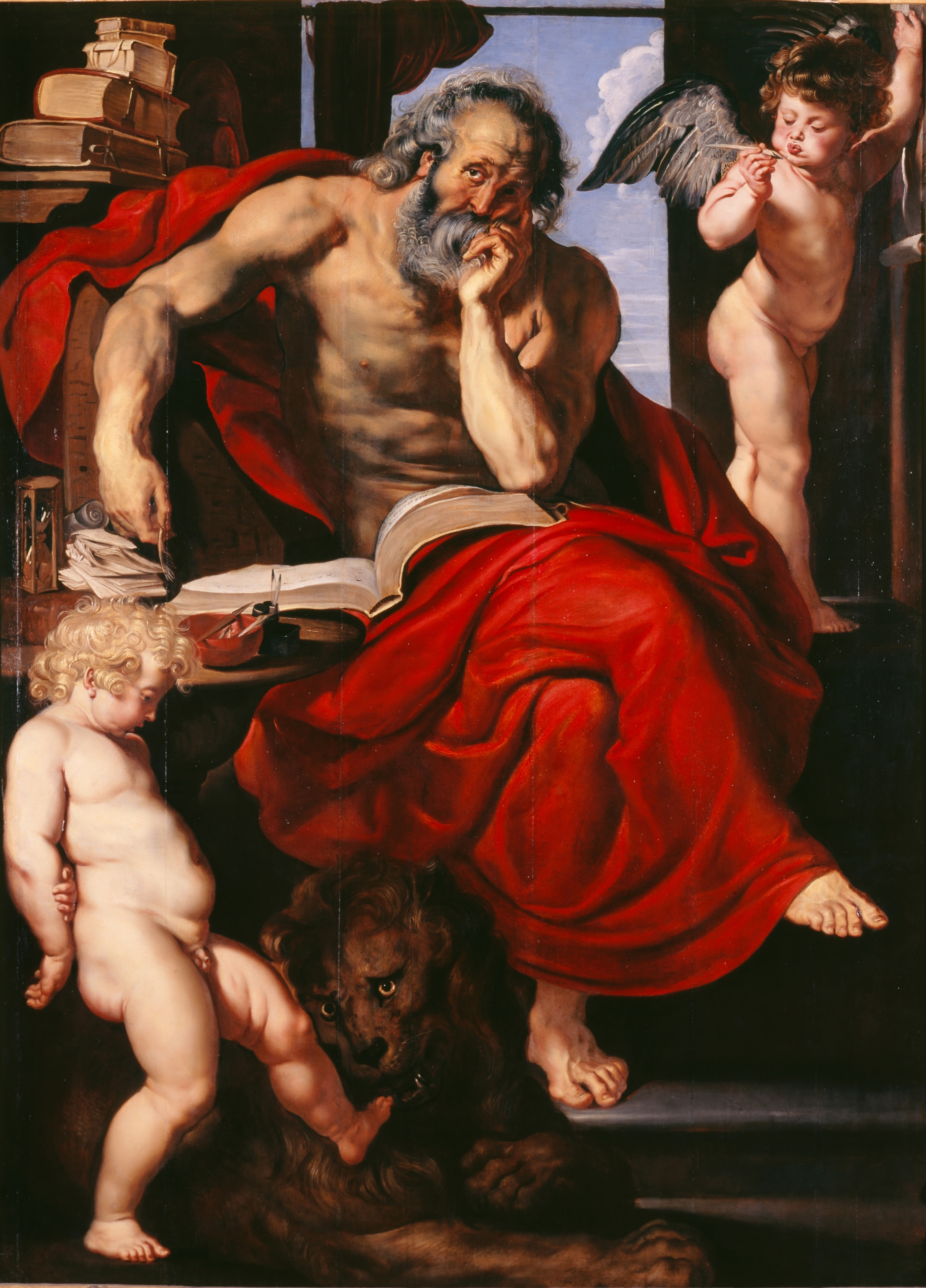
Питер Пауль Рубенс. Святой Иероним
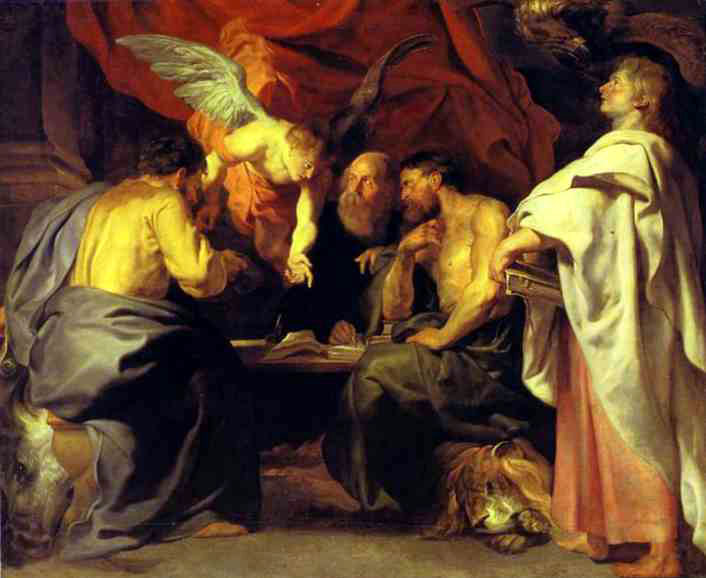
Питер Пауль Рубенс. Четыре евангелиста
Караваджо. Фома Неверующий